# Code des Verbrechens
Code des Verbrechens (portugiesischer Originaltitel: DNA do Crime) ist eine brasilianische Fernsehserie, die von Heitor Dhalia geschaffen wurde. Die Serie wurde am 14. November 2023 weltweit auf Netflix veröffentlicht. Die zweite Staffel der Serie wurde am 4. Juni 2025 auf Netflix hinzugefügt.

## Handlung
Ein spektakulärer Raubüberfall auf eine Versicherungsgesellschaft in der paraguayischen Stadt Ciudad del Este an der Grenze zu Brasilien sorgt über die Landesgrenzen hinaus für Aufsehen und ruft die Bundespolizei des brasilianischen Munizip Foz do Iguaçu auf den Plan, die sich mit einem Fall ungeahnten Ausmaßes konfrontiert sieht. Mithilfe gesammelter DNS-Proben gelingt es den Ermittlern, eine Verbindung zwischen dem Raubüberfall und anderen in der jüngeren Vergangenheit begangenen Straftaten herzustellen, und sie decken dadurch ein weitaus größeres Komplott auf, in das Kriminelle aus beiden Ländern verwickelt sind und das eine Bedrohung für die öffentliche Sicherheit darstellt. Die Erkenntnisse aus den Ermittlungen des Falles führen anschließend zu einer der umfangreichsten Operationen gegen das organisierte Verbrechen in der Geschichte Brasiliens.

## Besetzung und Synchronisation
Die deutschsprachige Synchronisation entstand nach den Dialogbüchern von Verena Ludwig und Philip Rohrbeck sowie unter der Dialogregie von Cay-Michael Wolf und Torsten Sense durch die Synchronfirma VSI Synchron in Berlin.
| Rolle                     | Schauspieler               | Synchronsprecher          |
| ------------------------- | -------------------------- | ------------------------- |
| Suellen                   | Maeve Jinkings             | Runa Aléon                |
| Benício                   | Rômulo Braga               | Sven Gerhardt             |
| Der Seelenlose / Soulless | Thomás Aquino              | Peter Sura                |
| Isaac                     | Alex Nader                 | Björn Schalla             |
| Rossi                     | Pedro Caetano              | Florian Halm              |
| Moreira                   | Guilherme Silva            | Peter Lontzek             |
| Yuri                      | Giovanni De Lorenzi        | Jonas Lauenstein          |
| Guilherme                 | Thiago Brianti             | Konrad Bösherz            |
| Santos                    | Guito                      | Sebastian Christoph Jacob |
| Wladimir                  | Tiago Real                 | Johannes Berenz           |
| Alvinegro                 | Erick Soares               | Marcel Collé              |
| Mamute                    | MC Brankim                 | Michael Kargus            |
| Risada                    | MC DR                      | David Kunze               |
| Amaro                     | Luiz Nicolau               | Ulrich Blöcher            |
| Mentex                    | MC Menor MR                | Florens Schmidt           |
| Djeison                   | Ever Enciso                | Douglas Welbat            |
| Gabriel                   | Daniel Blanco              | Sascha Werginz            |
| Saldanha                  | Milton Lacerda             | Joachim Kretzer           |
| Ezequiel                  | Ícaro Rodrigues            | Otto Strecker             |
| Gomes                     | Miguel Nader               | Sven Brieger              |
| Rodrigo Schürle           | Daniel Bisogni             | Axel Strothmann           |
| Richter Kowalski          | Joca Andreazza             | Stephan Baumecker         |
| Carimbo                   | DJ Bueno                   | Oscar Räuker              |
| Raul Seixas               | Ricardo Baptista           | Armin Schlagwein          |
| Fernando                  | Erom Cordeiro              | Matthias Scherwenikas     |
| Bigode                    | DJ Cia                     | Vincent Fallow            |
| Picadinho                 | Mc Negão Original          | Vlad Chiriac              |
| Roleta                    | Ramon Brant                | Tino Mewes                |
| Juarez                    | Marcos González            | Sven Fechner              |
| Matías                    | Diego Pallardó             | Kevin Kraus               |
| Avelar                    | Douglas Simon              | Thomas Wenke              |
| Gerson                    | Eduardo Leão               | Sascha Oliver Bauer       |
| Martelo                   | Elzio Vieira               | Tobias Diakow             |
| Gordim                    | Adalberto Fernando de Lima | Marios Gavrilis           |
| Inoki                     | Luis Capti Kwong           | Nils Nelleßen             |
| Luana                     | Tássia Dhur                | Jenny Maria Meyer         |
| Assunção                  | Márcio Borges              | Hans Hohlbein             |
| Vendramin                 | Letícia Tomazella          | Katharina Schwarzmaier    |
| Russo                     | Victor Sosa Traverzzi      | Stefan Krause             |
| Martin                    | Fernando Paz               | Marco Wittorf             |
| Suelly                    | Larissa Bocchino           | Isabella Vinet            |
| Felipinho                 | Douglas Sampaio            | Nick Forsberg             |
| Cauã                      | Gabriel Chadan             | Sebastian Kluckert        |
| Letícia                   | Débora Veneziani           | Nurcan Özdemir            |
| Mónica                    | Thais Lago                 | Rubina Nath               |
| Zito                      | Edmilson Cordeiro          | Tim Moeseritz             |
| Lobo                      | Angelo Canuto              | Dennis Sandmann           |
| Maria Clara               | Mari Oliveira              | Diana Ebert               |
| Beto                      | Francisco R. G. Araújo     | Jörg Pintsch              |
| Brenda                    | Vivi Wanderley             | Flurina Holeiter          |
| Augusto                   | Raimundo Moura             | Jan Kurbjuweit            |
| Sandra                    | Lígia Fonseca              | Melanie Hinze             |
| Embaixador                | Nicolás García Hume        | Jan-David Rönfeldt        |
| Sheik                     |                            | Johann Fohl               |

## Episodenliste

### Staffel 1
| Nr. (ges.)                                                                               | Nr. (St.) | Deutscher Titel         | Originaltitel      | Regie         | Drehbuch                           |
| ---------------------------------------------------------------------------------------- | --------- | ----------------------- | ------------------ | ------------- | ---------------------------------- |
| 1                                                                                        | 1         | Chaos                   | Barata Voa         | Heitor Dhalia | Bernardo Barcellos & Aly Muritiba  |
| 2                                                                                        | 2         | Spuren der Nacht        | Vestígios da Noite | Heitor Dhalia | Rosana Rodini                      |
| 3                                                                                        | 3         | Das Tier Mensch         | Bicho Homem        | Pedro Morelli | Davi Kolb                          |
| 4                                                                                        | 4         | Der Konvoi              | Comboio            | Pedro Morelli | Mariana Vielmond                   |
| 5                                                                                        | 5         | Alles für die Familie   | Tudo Pela Família  | Heitor Dhalia | Davi Kolb                          |
| 6                                                                                        | 6         | Zuhause                 | Em Casa            | Pedro Morelli | Mariana Vielmond                   |
| 7                                                                                        | 7         | Die Hacienda            | Hacienda           | Heitor Dhalia | Rosana Rodini                      |
| 8                                                                                        | 8         | Das Ende und der Anfang | O Fim e o Início   | Heitor Dhalia | Bernardo Barcellos & Bruno Passeri |
| Am 14. November 2023 wurden alle Episoden der ersten Staffel bei Netflix veröffentlicht. |           |                         |                    |               |                                    |

### Staffel 2
| Nr. (ges.)                                                                           | Nr. (St.) | Deutscher Titel         | Originaltitel      | Regie         | Drehbuch                           |
| ------------------------------------------------------------------------------------ | --------- | ----------------------- | ------------------ | ------------- | ---------------------------------- |
| 9                                                                                    | 1         | Das Spiel beginnt       | Dia de jogo        | Heitor Dhalia | Bernardo Barcellos & Bruno Passeri |
| 10                                                                                   | 2         | Jäger und Gejagte       | A caça e o caçador | Pedro Morelli | Bernardo Barcellos & Bruno Passeri |
| 11                                                                                   | 3         | Shangri-La              | Shangri-lá         | Felipe Vellas | Bernardo Barcellos & Bruno Passeri |
| 12                                                                                   | 4         | Geiseln                 | Reféns             | Heitor Dhalia | Bernardo Barcellos & Bruno Passeri |
| 13                                                                                   | 5         | Familienangelegenheiten | Assunto de família | Pedro Morelli | Bernardo Barcellos & Bruno Passeri |
| 14                                                                                   | 6         | Ungleiche Paare         | Dupla improvável   | Felipe Vellas | Bernardo Barcellos & Bruno Passeri |
| 15                                                                                   | 7         | Heiße Ware              | A carga fantasma   | Pedro Morelli | Bernardo Barcellos & Bruno Passeri |
| 16                                                                                   | 8         | König der Grenze        | Fronteira dominada | Heitor Dhalia | Bernardo Barcellos & Bruno Passeri |
| Am 4. Juni 2025 wurden alle Episoden der zweiten Staffel bei Netflix veröffentlicht. |           |                         |                    |               |                                    |